# Satki járás

A Satki járás a Nyizsnyij Novgorod-i területen

A Satki járás (oroszul Шатковский район) Oroszország egyik járása a Nyizsnyij Novgorod-i területen. Székhelye Satki.

## Népesség
- 1989-ben 30 364 lakosa volt.
- 2002-ben 28 841 lakosa volt, akik főleg oroszok és mordvinok.
- 2010-ben 27 018 lakosa volt, melynek 89,6%-a orosz, 7,7%-a mordvin.